# John Hyman (Philosoph)
John Hyman (* 6. März 1960 in London) ist ein britischer Philosoph mit den Schwerpunkten Ästhetik und Philosophie des Geistes.
Hyman studierte bis zur Promotion an der University of Oxford und wurde 1988 als Fellow am Queen’s College (Oxford) in Oxford gewählt, wo er seit 2023 Emeritus ist. Er lehrte Ästhetik an der Universität Oxford bis 2018, als er zum Grote-Professor für Philosophie des Geistes und der Logik am University College London ernannt wurde.
Von 2008 bis 2019 gab er mit Elisabeth Schellekens (Uppsala) das British Journal of Aesthetics heraus. Er hatte 2001–2002 ein Getty-Stipendium am Getty Research Institute in Los Angeles, 2002–2003 ein Fellowship am Wissenschaftskolleg zu Berlin und 2010–2012 ein Leverhulme Major Research Fellowship; 2014–2015 war er Gastprofessor in der UFR de Philosophie an der Universität Paris-Sorbonne (Paris IV) und  Sackler Scholar am Sackler Institute of Advanced Studies in Tel Aviv 2017–18.
Seine Forschung richtet sich auf Erkenntnistheorie und Metaphysik, Philosophie des Geistes und Handelns, Ästhetik und Kunstphilosophie sowie Ludwig Wittgenstein. Namhaft wurde er durch die Analyse des Wissens als Fähigkeit. Er kritisierte die Idee des Neurotheoretikers V. S. Ramachandran, das Wesen der Kunst mit neurologischen Gesetzen zu erklären.
Im Jahr 2018 begann Hyman ein fünfjähriges Forschungsprojekt mit dem Titel Roots of Responsibility, das von einem ERC Advanced Grant gefördert wurde, um Debatten über Verantwortung und freien Willen voranzubringen, indem es das Netzwerk der menschlichen Verantwortung und die sozialen, institutionellen und zwischenmenschlichen Kontexte untersucht, in denen Fragen über Verantwortung entstehen.

## Schriften
- Philosophy of Action, mit M. Alvarez, in: Cambridge History of Philosophy 1945-2015, hg. v. Kelly Becker & Iain Thomson, Cambridge UP, 2019, ISBN 978-1-107-17303-3, S. 103–114.
- Action, knowledge, and will. Oxford university press, Oxford, New York (N.Y.) 2015, ISBN 978-0-19-873577-9.
- The objective eye: color, form, and reality in the theory of art. University of Chicago Press, Chicago 2006, ISBN 978-0-226-36552-7.
- A companion to Wittgenstein (= Blackwell companions to philosophy). Blackwell Wiley, Chichester, UK 2017, ISBN 978-1-118-64116-3.
- How knowledge works, in: Phil. Quarterly, October 1999, S. 433–451.
  - Wie Wissen funktioniert, in: Conceptions of Knowledge, ed. Stefan Tolksdorf, de Gruyter, 2012, S. 101–125.
- Art and neuroscience, online, in: Art and Cognition Workshops, 2006. Druck Beyond Mimesis and Convention: Representation in Art and Science, ed. R. Frigg and M. Hunter, Springer Verlag, 2010.
  - Kunst und Kognition, ed. Matthias Bauer et al., Brill Fink, 2008, ISBN 9783770544516.

## Einzelbelege
1. ↑  Wissenschaftskolleg zu Berlin. Abgerufen am 29. April 2025.
2. ↑  University College London. Abgerufen am 28. April 2025.
3. ↑  Editorial_Board. Abgerufen am 28. April 2025 (englisch).
4. ↑  2017-2018 Sackler Fellows & Lecturers. Abgerufen am 28. April 2025 (amerikanisches Englisch).

| Personendaten    | Personendaten                            |
| ---------------- | ---------------------------------------- |
| NAME             | Hyman, John                              |
| KURZBESCHREIBUNG | britischer Philosoph und Hochschullehrer |
| GEBURTSDATUM     | 6. März 1960                             |
| GEBURTSORT       | London                                   |